# Leucotmemis vicentia
Leucotmemis vicentia là một loài bướm đêm thuộc phân họ Arctiinae, họ Erebidae.